# Jesion syryjski
Jesion syryjski (Fraxinus angustifolia subsp. syriaca (Boiss.) Yalt.) – według The Plant List jest to podgatunek jesionu wąskolistnego (Fraxinus angustigolia). Naturalny obszar zasięgu to basen Morza Śródziemnego.

## Morfologia i biologia
Drzewo o wysokości 5-15 m. Rośnie w lasach i zaroślach na wilgotnych siedliskach. Pędy jasne, z drobnymi przetchlinkami. Liście złożone, nieparzysto-pierzaste, o listkach ząbkowanych, siedzących. Kwiaty zielonkawo-kremowe, drobne, o rozmiarach 2-4 mm, zebrane w duże kwiatostany. Zakwitają w lutym-marcu, przed pojawieniem się liści. Owocem jest skrzydlak. 

## Zastosowanie
Ma sprężyste i dość twarde drewno. Robiono z niego obręcze do beczek, łuki i strzały, koła do wozów, meble. Dawniej robiono z niego także drzewce włóczni i oszczepów, o czym wiemy np. z dzieła Homera:  Iliady (Pieśń XXI) i Odysei (Pieśń XXII). Jesion wymieniony jest także w Biblii. W Księdze Jeremiasza (44,14) jest werset mówiący o wykorzystaniu jesionu w snycerstwie. Według niektórych badaczy roślin biblijnych chodzi tu o jesion syryjski, gdyż do tej pory rośnie on na równinie Szaron.